# Gerardus Majella en Antoniuskerk
De Gerardus Majella en Antoniuskerk is een voormalige parochiekerk in het Nederlandse Groesbeek in de gemeente Berg en Dal.
De kerk werd in 1967 geopend op de Sionsheuvel voor de nieuw gebouwde wijk op de Stekkenberg. De kerk werd in 2001 gesloten en werd daarna een uitvaartcentrum. Bij het gebouw is een Mariakapel en staat een klokkenstoel.

## Afbeeldingen

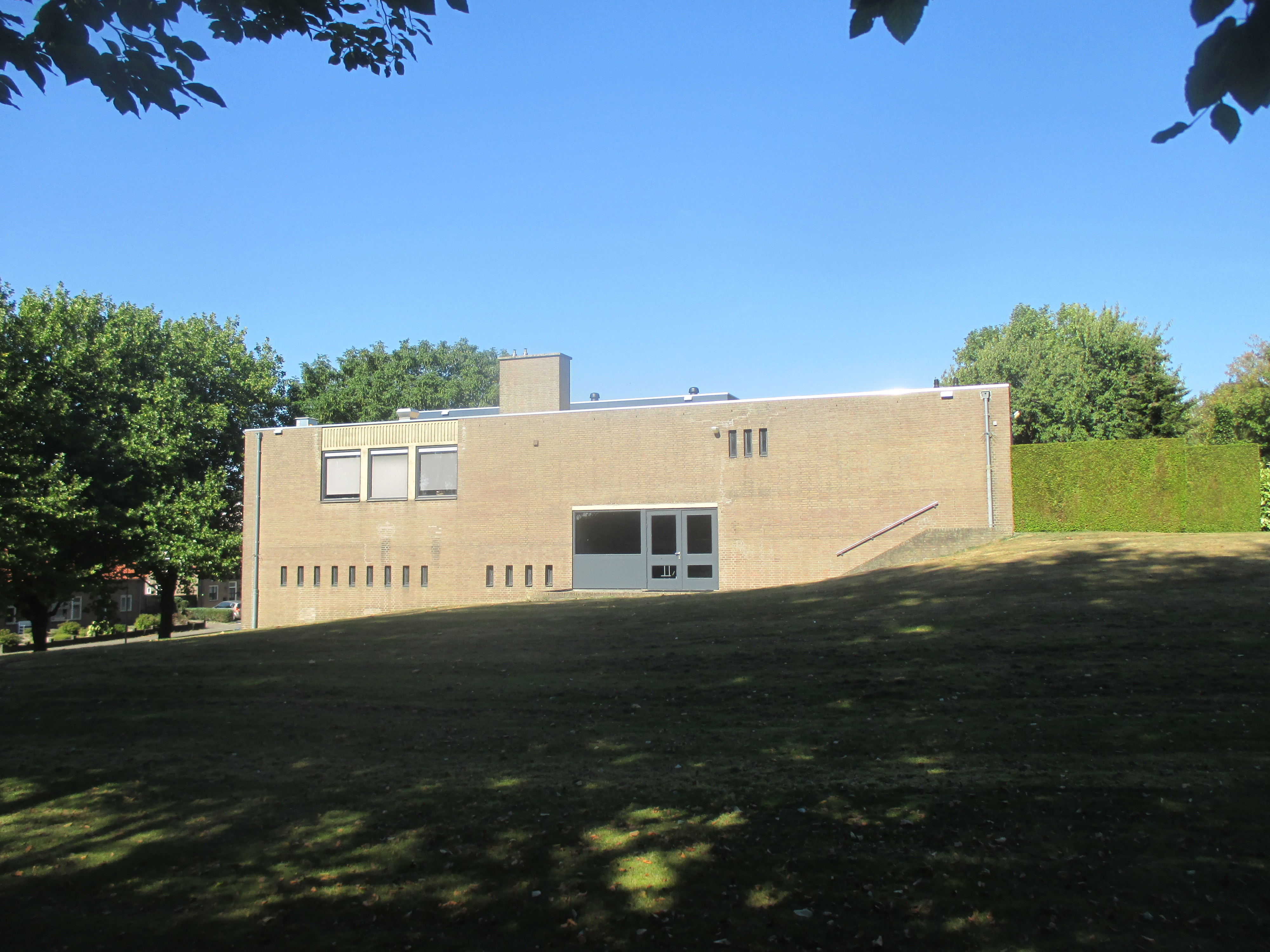
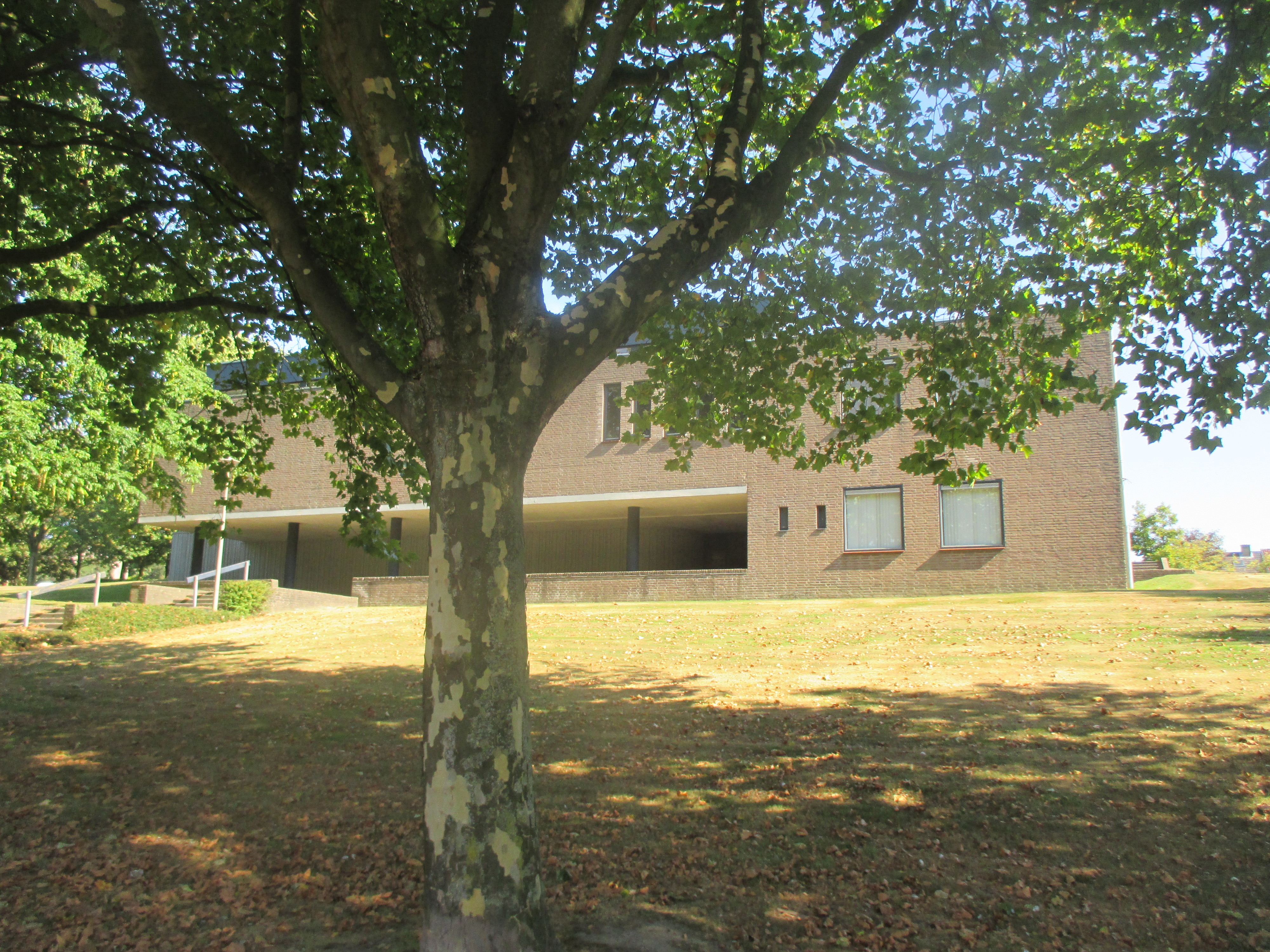
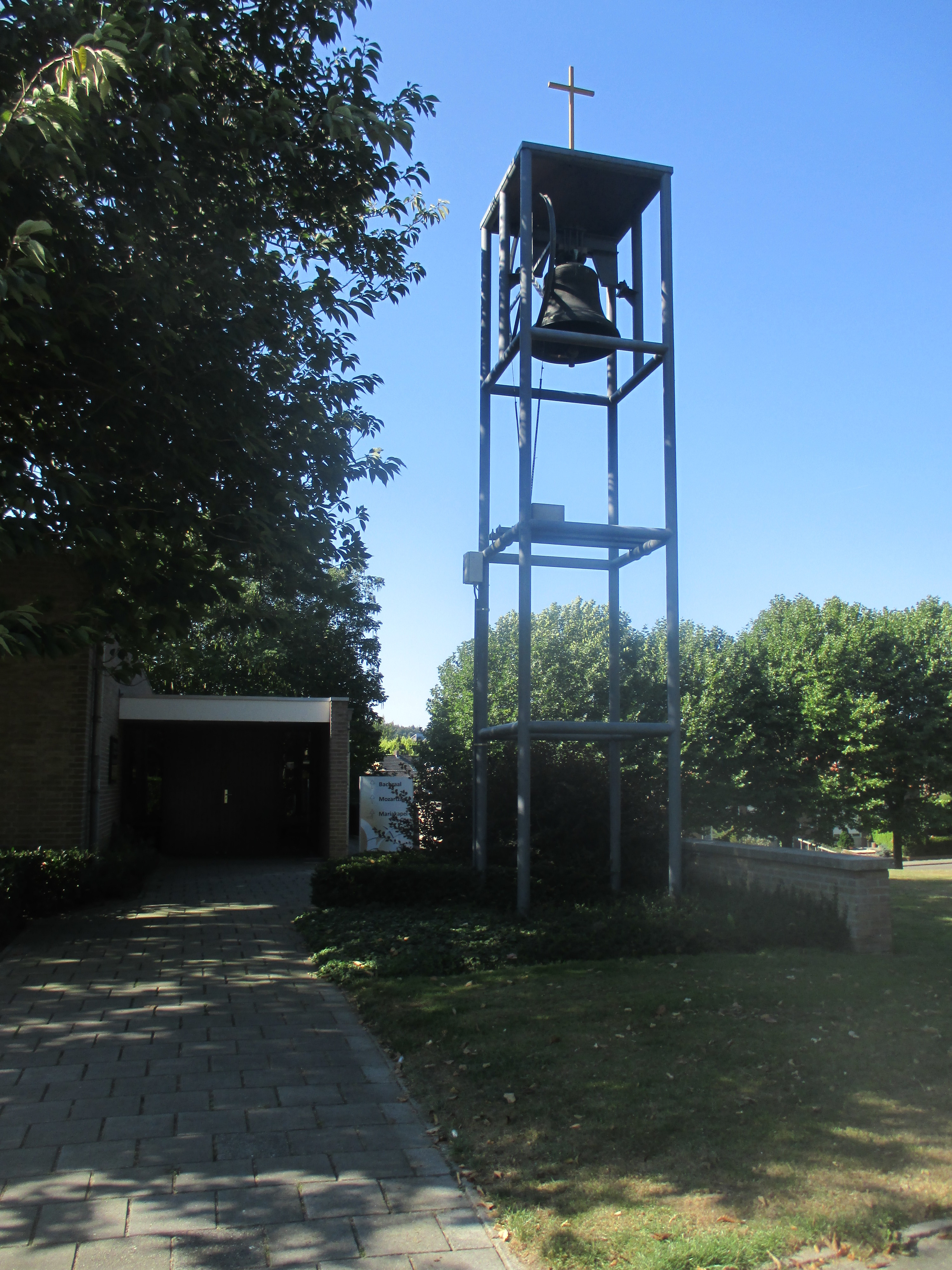
klokkenstoel